# Enur Totre
Enur Totre (in macedone Енур Тотре?; grafia albanese Ennur Totre; Tetovo, 29 ottobre 1996) è un calciatore macedone, centrocampista svincolato.

## Biografia
Totre nasce in una famiglia albanese della Macedonia del Nord.

## Carriera

### Club
Ha fatto il suo debutto nel campionato macedone con la maglia dello Škendija nel 2014.

### Nazionale
Ha giocato nelle nazionali giovanili macedoni Under-20 ed Under-21.
Nel 2020 ha giocato 2 partite nella nazionale maggiore.

## Palmarès

### Club

#### Competizioni nazionali
- Coppa di Macedonia: 2

Škendija: 2015-2016, 2017-2018
- Campionato macedone: 3

Škendija: 2017-2018, 2018-2019, 2020-2021